# Willi Lache
Wilhelm Lache –conocido como Willi Lache– es un deportista austríaco que compitió en luge en las modalidades individual y doble. Ganó cinco medallas en el Campeonato Europeo de Luge entre los años 1951 y 1954.

## Palmarés internacional
| Campeonato Europeo | Campeonato Europeo           | Campeonato Europeo | Campeonato Europeo |
| Año                | Lugar                        | Medalla            | Prueba             |
| ------------------ | ---------------------------- | ------------------ | ------------------ |
| 1951               | Igls (Austria)               | Medalla de plata   | Individual         |
| 1952               | Garmisch-Partenkirchen (RFA) | Medalla de bronce  | Doble              |
| 1953               | Cortina d'Ampezzo (Italia)   | Medalla de oro     | Doble              |
| 1953               | Cortina d'Ampezzo (Italia)   | Medalla de bronce  | Individual         |
| 1954               | Davos (Suiza)                | Medalla de plata   | Individual         |